# Almodis de la Marche

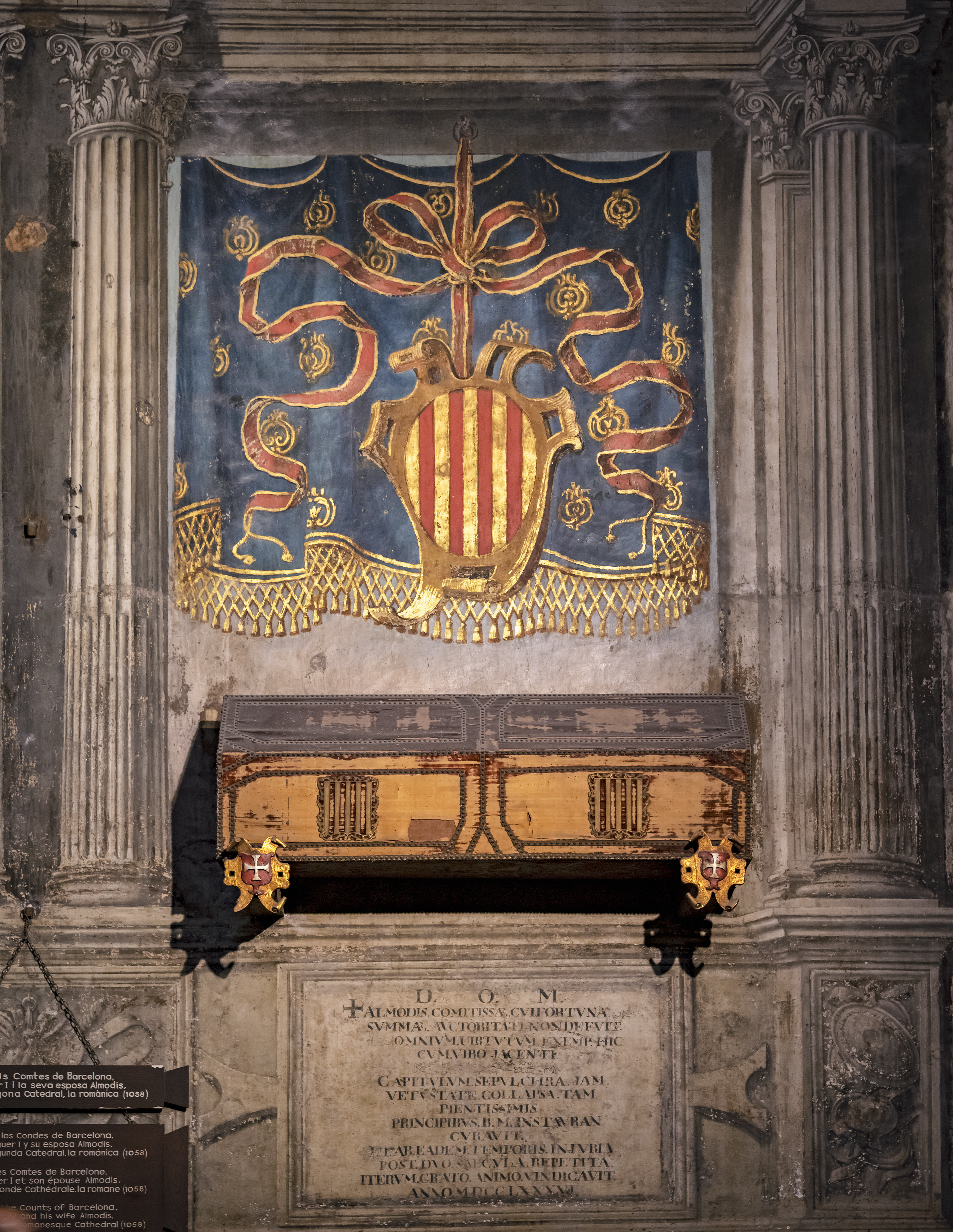
Grab von Almodis de la Marche

Almodis de la Marche (* 1020; † 16. Oktober 1071) war die Tochter von Bernhard I., Graf von La Marche, und Amelia de Rasès.
Sie heiratete um 1038 Hugo V. von Lusignan, mit dem sie zwei Söhne und eine Tochter hatte:
- Hugo VI. von Lusignan (* um 1039; † 1102)
- Jordan von Lusignan
- Melisende von Lusignan ⚭ vor 1074 Simon I., Vizegraf von Parthenay

Die Ehe Hugos mit Almodis wurde wegen zu naher Blutsverwandtschaft aufgelöst. Hugo arrangierte für seine Frau die Wiederverheiratung mit Pons, Graf von Toulouse. Mit ihm hatte Almodis wiederum mehrere Kinder:
- Wilhelm IV., Graf von Toulouse, † 1094
- Raimund von Saint-Gilles, † 1105, Graf von Toulouse und Graf von Tripolis
- Hugo, 1063 bezeugt
- Almodis, 1079/1132 bezeugt, die spätere Ehefrau von Peter, Graf von Melgueil, † nach 1085

Im April 1053 war sie noch Pons’ Ehefrau, kurze Zeit später wurde sie von Raimund Berengar I., Graf von Barcelona mit Hilfe der Flotte eines muslimischen Alliierten, des Emirs von Tortosa, der sie während eines Aufenthalts in Narbonne gefangen nahm, entführt. Raimund Berengar heiratete sie sofort, obwohl sowohl sie als auch er bereits verheiratet waren. Bereits im Jahr darauf wird das Paar in einem Dokument mit ihren Zwillingssöhnen erwähnt. Papst Viktor II. exkommunizierte Almodis und Raimund Berengar 1056 wegen dieser Ehe. Das Paar bekam vier Kinder:
- Raimund Berengar II., Graf von Barcelona 1076–1082
- Berengar Raimund II., Graf von Barcelona 1082–1096
- Inés, die spätere Ehefrau von Guigues III., erster Graf von Viennois (Haus Albon)
- Sancha, die spätere Ehefrau von Wilhelm Raimund, Graf von Cerdanya

Trotz der Umstände hielt Almodis Kontakt mit ihren Kindern und auch ihren früheren Ehemännern. 1066/67 reiste sie nach Toulouse zur Hochzeit ihrer Tochter Almodis. Wenige Jahre zuvor, 1060, hatte sich Hugo V. von Lusignan gegen seinen Lehnsherrn, Wilhelm VIII., Herzog von Aquitanien, erhoben, um Almodis’ Sohn aus ihrer zweiten Ehe, Wilhelm IV. von Toulouse, zu unterstützen.
Ihr dritter Ehemann hatte aus einer vorherigen Ehe einen Sohn und Erben, Peter Raimund (Pere Ramon). Dieser misstraute dem Einfluss Almodis auf seinen Vater und war überzeugt, dass sie versuchte, ihn zugunsten ihrer eigenen Söhne zu verdrängen. Aus diesen Motiven ermordete er sie schließlich. Für diese Tat wurde Peter Raimund enterbt und aus Katalonien verbannt.